# Lamzella
Meta (łac. Diocesis Lamzellensis) – stolica historycznej diecezji we Cesarstwie rzymskim w prowincji Numidia zlikwidowana w VII w. podczas ekspansji islamskiej, współcześnie w północnej Algierii. Obecnie katolickie biskupstwo tytularne. 

## Biskupi tytularni
| Lp. | Biskup                         | Funkcja                                       | Od              | Do               |
| --- | ------------------------------ | --------------------------------------------- | --------------- | ---------------- |
| 1   | Edward John Herrmann           | biskup pomocniczy Waszyngtonu (USA)           | 4 marca 1966    | 22 czerwca 1973  |
| 2   | Jean-Marie Untaani Compaoré    | biskup pomocniczy Wagadugu (Burkina Faso)     | 17 maja 1973    | 15 czerwca 1979  |
| 3   | Jean-Louis Plouffe             | biskup pomocniczy Sault Sainte Marie (Kanada) | 12 grudnia 1986 | 2 grudnia 1989   |
| 4   | Stephen Blaire                 | biskup pomocniczy Los Angeles (USA)           | 17 lutego 1990  | 18 stycznia 1999 |
| 5   | Horacio Ernesto Benites Astoul | biskup pomocniczy Buenos Aires (Argentyna)    | 16 marca 1999   | 25 maja 2016     |
| 6   | Thibault Verny                 | biskup pomocniczy Paryża (Francja)            | 25 czerwca 2016 | 11 maja 2023     |
| 7   | Matthew Elshoff                | biskup pomocniczy Los Angeles (USA)           | 18 lipca 2023   |                  |